# Khaled Gasmi
Khaled Gasmi (ur. 8 kwietnia 1953 w Bizercie) – tunezyjski piłkarz występujący na pozycji pomocnika. Uczestnik Mistrzostw Świata 1978.

## Kariera klubowa
Podczas Mistrzostw Świata 1978 reprezentował barwy klubu CA Bizertin. Grał też w klubie AS Ariana.

## Kariera reprezentacyjna
Z reprezentacją Tunezji uczestniczył w przegranych eliminacjach Mistrzostw Świata 1974. Cztery lata później uczestniczył w zakończonych sukcesem eliminacjach Mistrzostw Świata 1978. Na mundialu wystąpił we dwóch meczach grupowych z: reprezentacją RFN i reprezentacją Polski.